# Pterolophia subforticornis
Pterolophia subforticornis là một loài bọ cánh cứng trong họ Cerambycidae.